# 14. Międzynarodowy Festiwal Filmowy w Wenecji
14. Międzynarodowy Festiwal Filmowy w Wenecji odbył się w dniach 20 sierpnia – 4 września 1953 roku.
Jury pod przewodnictwem włoskiego poety Eugenio Montale postanowiło nie przyznawać nikomu Złotego Lwa. Sześć filmów nagrodzono za to ex aequo Srebrnym Lwem: Mały uciekinier Raya Ashleya, Morrisa Engela i Ruth Orkin, Moulin Rouge Johna Hustona, Opowieści księżycowe Kenji Mizoguchiego, Sadko Aleksandra Ptuszki, Teresa Raquin Marcela Carné i Wałkonie Federico Felliniego.

## Członkowie jury

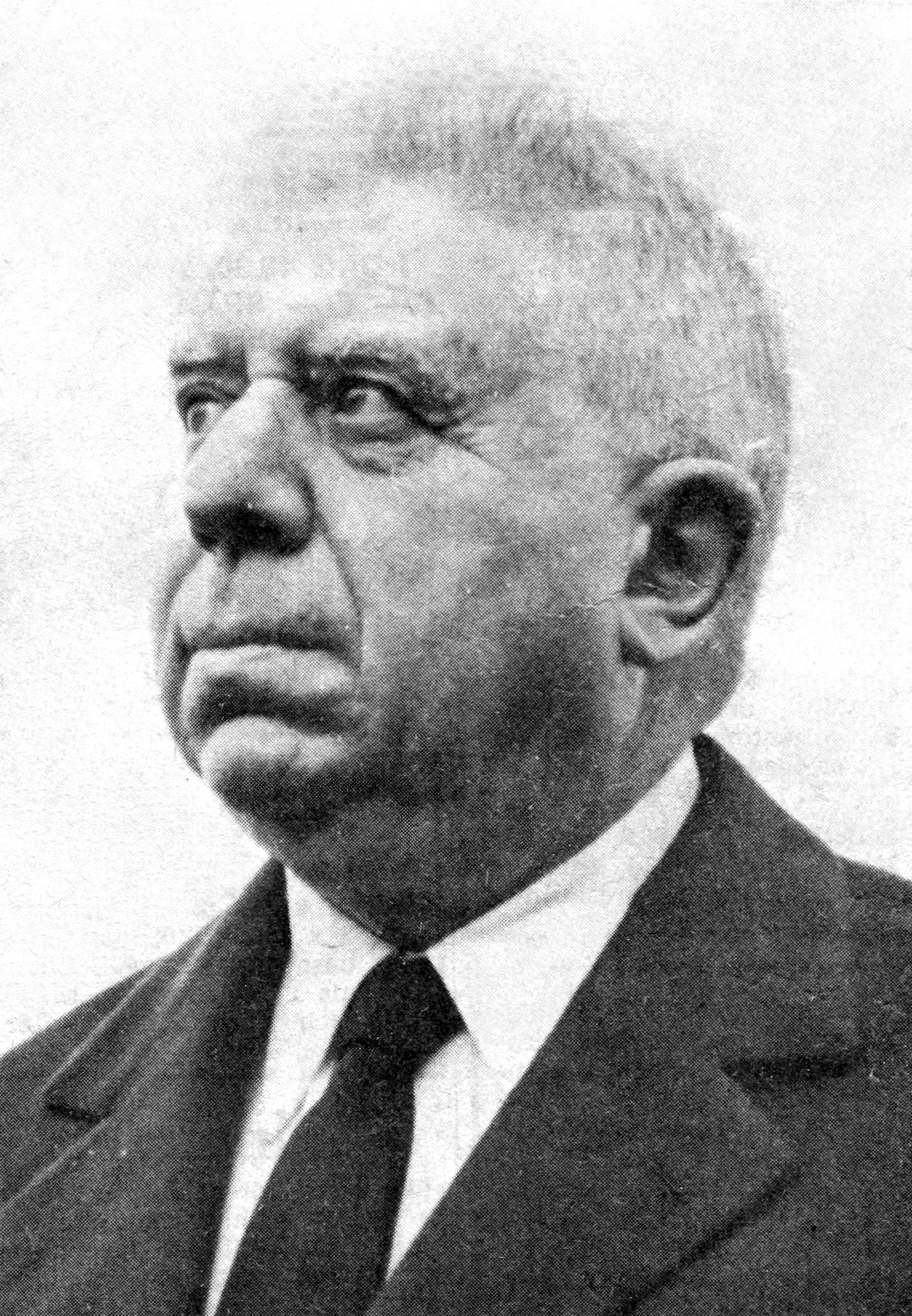
Przewodniczący jury konkursu głównego Eugenio Montale

### Konkurs główny
- Eugenio Montale, włoski poeta − przewodniczący jury[2]
- Gaetano Carancini, włoski krytyk filmowy
- Sandro De Feo, włoski scenarzysta
- Nino Ghelli, włoski pisarz
- Gian Gaspare Napolitano, włoski scenarzysta
- Antonio Petrucci, włoski reżyser
- Luigi Rognoni, włoski krytyk muzyczny